# Tanytarsus occultus
Tanytarsus occultus är en tvåvingeart som beskrevs av Lars Zakarias Brundin 1949. Tanytarsus occultus ingår i släktet Tanytarsus och familjen fjädermyggor. Arten är reproducerande i Sverige. Inga underarter finns listade i Catalogue of Life.